# 旧愛知県第二尋常中学校講堂
旧愛知県第二尋常中学校講堂（きゅうあいちけんだいにじんじょうちゅうがっこうこうどう）は、愛知県岡崎市針崎町字春咲1-1にある建築物。登録有形文化財。

## 歴史

### 講堂としての竣工
1907年（明治40年）、岡崎市戸崎町に愛知県第二尋常中学校（現・愛知県立岡崎高等学校）の講堂として建てられた。日清紡の台帳によると1907年（明治40年）10月新築である。設計者、施工者は不詳。なお、竣工年は1897年（明治30年）とされることもある。

### 針崎町への移築

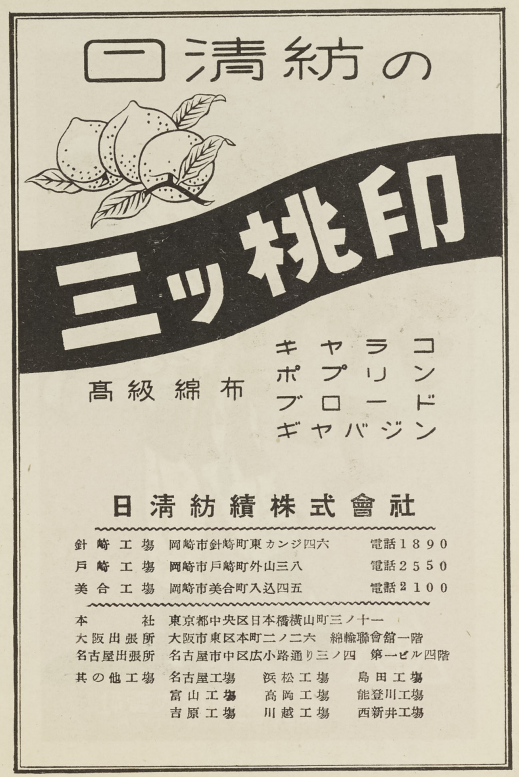
日清紡の広告（1953年）

1924年（大正13年）に愛知県岡崎中学校が明大寺町に移転すると、1925年（大正14年）は日清紡針崎工場が講堂を買収し、針崎町の現在地に移築した。女子従業員の演劇鑑賞や式典の場として用いられた。
1948年（昭和23年）、日清紡針崎工場の内部にあった龍城実科高等女学校の講堂となり、体育の授業や式典の場として用いられた。
その後、龍城実科高等女学校に新たな講堂ができたため、近年には日清紡針崎工場の物置として用いられていた。2007年（平成19年）12月には日清紡針崎工場が閉鎖され、2010年（平成22年）には日清紡から岡崎市に建物が寄付された。

### 文化財としての保存
2009年（平成21年）以後、日清紡針崎工場の跡地には三菱地所レジデンスによって227戸の分譲住宅が建てられ、岡崎プライムパーク 春咲の丘が造成された。2013年（平成25年）4月には跡地の一部に岡崎市立翔南中学校が開校している。工場跡地の一角が公園として残され、この建物も現地で保存された。
2013年（平成25年）3月29日、登録有形文化財に登録された。岡崎市では八丁味噌本社事務所・蔵、本光寺本堂・山門、岡崎信用金庫資料館、旧石原家住宅主屋・土蔵・庭門に次ぐ登録である。岡崎市に唯一現存する明治時代の建造物である。また、中等教育機関の独立した講堂としては日本最古の建造物である。
2014年（平成26年）秋には愛知登文会によって建造物の特別公開イベント（後のあいたて博）が初開催されたが、この際には旧愛知県第二尋常中学校講堂も特別公開の対象となった。2020年（令和2年）には愛知登文会による冊子『あいちのたてもの まなびや編』に掲載された。

## 建築
木造平屋建、寄棟造、桟瓦葺。建築面積347平方メートル。主屋部分は間口16.15メートル、奥行19.75メートル。
明治時代の公共建築としては岡崎市に現存する唯一の建物である。現存する尋常中学校の建築物は全国的に見て貴重だとされる。
外観は西洋の古典主義建築を基調としており、18世紀にアメリカで流行したジョージアン様式を取り入れている。その一方で、格天井など和風建築の要素も持つ。かつて正面の舞台奥には御真影と教育勅語を保管する奉安室もあった。